# Robin Bengtsson
Robin Bengtsson (* 27. April 1990 in Svenljunga) ist ein schwedischer Sänger. Er wurde durch die Teilnahmen an der schwedischen Version der Castingshow Idol und seinen Teilnahmen am Melodifestivalen bekannt. Er vertrat Schweden beim Eurovision Song Contest 2017 mit dem Lied I Can’t Go On in Kiew.

## Leben und Karriere

### Leben
Robin Bengtsson wurde am 27. April 1990 in Svenljunga in der schwedischen Provinz Västra Götalands län geboren. Während seiner Kindheit lernte er, Trompete zu spielen, mit 13 Jahren begann er Gitarre zu spielen.
Heute lebt Bengtsson in Stockholm.

### Karriere
2008 nahm Bengtsson an der schwedischen Version der Castingshow Idol teil und erreichte dort den dritten Rang hinter Alice Svensson und Kevin Borg.
Mit dem Lied Constellation Price belegte Bengtsson im Finale des Melodifestivalen 2016 Platz fünf, dennoch konnte sich der Song auf Platz zwei der schwedischen Charts platzieren. Im darauffolgenden Jahr konnte er sich mit dem Titel I Can’t Go On beim Melodifestivalen durchsetzen und trat für Schweden beim Eurovision Song Contest 2017 in Kiew an. Dabei erreichte er im ersten Halbfinale am 9. Mai 2017 den dritten Platz und im Finale am 13. Mai den fünften Platz mit 344 Punkten.
2020 und 2022 nahm Bengtsson erneut am Melodifestivalen teil und konnte sich jeweils fürs Finale qualifizieren.

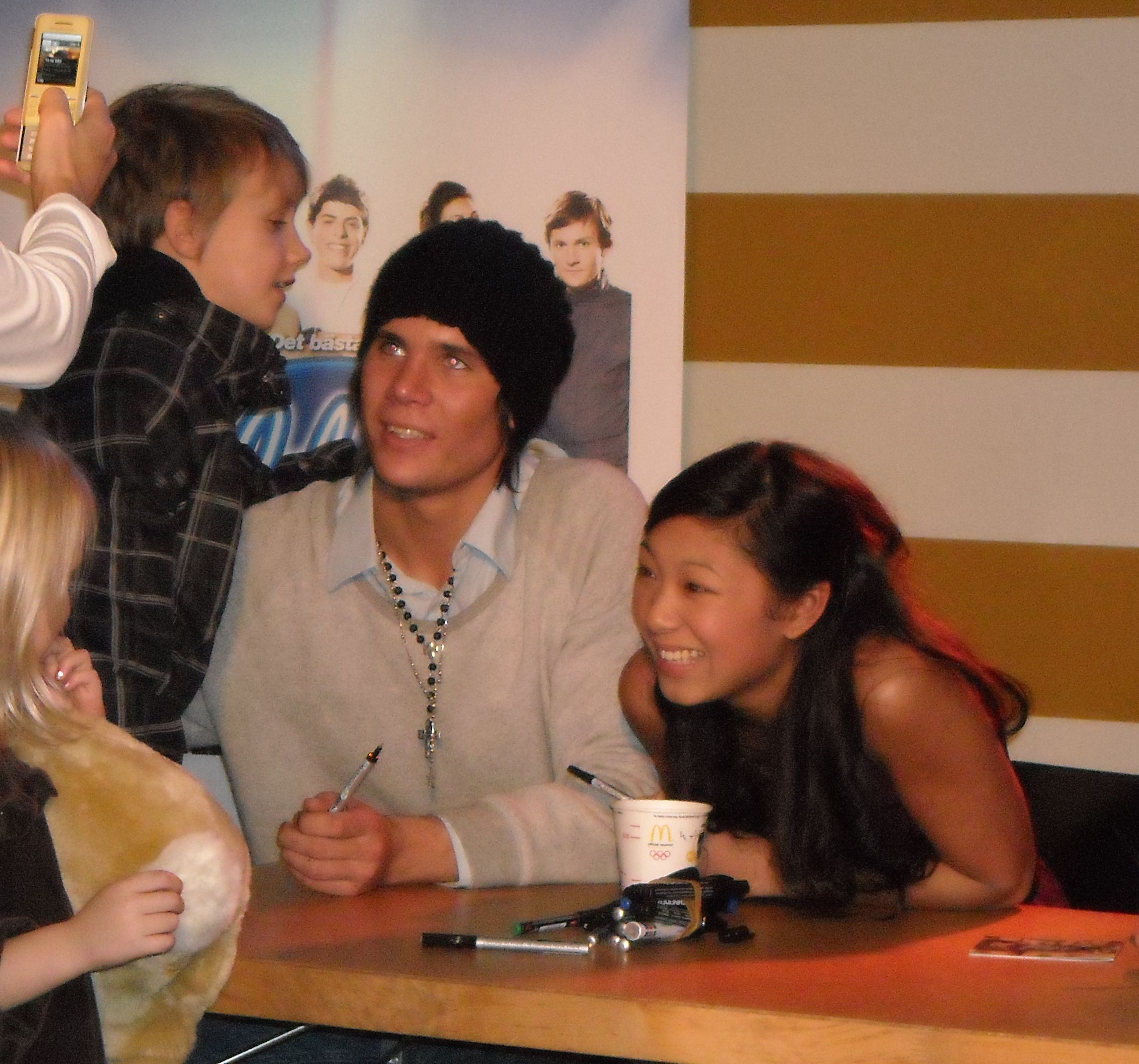
Robin Bengtsson und Alice Svensson (2008)

## Diskografie

### Alben und EPs
- 2014: Under My Skin[7]

### Singles
- 2008: När vindarna viskar mitt namn
- 2008: Dude Looks Like a Lady
- 2008: (Sittin On) The Dock of the Bay
- 2008: Fields of Gold
- 2008: My Love Is Your Love
- 2008: Black Or White
- 2009: Another Lover’s Gone
- 2016: Constellation Prize[8]
- 2017: I Can’t Go On
- 2017: Dark Angel
- 2018: Day By Day
- 2018: Liar
- 2018: I Wanna Fall in Love Again
- 2019: Friendzoned / JLC & Robin Bengtsson
- 2020: Take A Chance[9]